# Qark Vlora

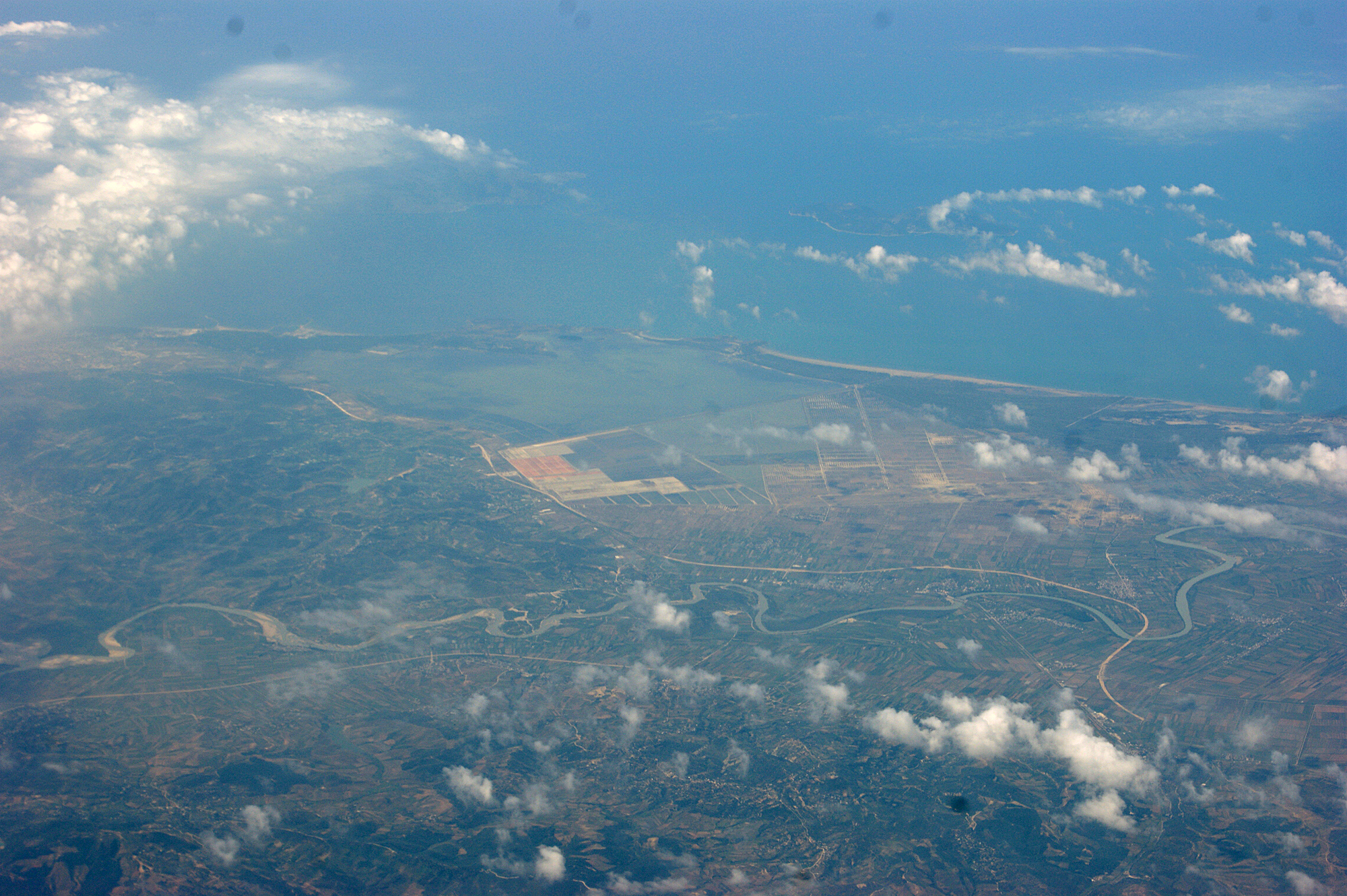
Nordende des Kreises mit Vjosa, Narta-Lagune und Adriaküste

Der Qark Vlora (albanisch Qarku i Vlorës) ist einer der zwölf Qarks in Albanien. Er liegt in Südalbanien und hat eine Fläche von 2706 Quadratkilometern. Die Hauptstadt ist Vlora.

## Geographie
Der Qark Vlora besteht aus den Gemeinden Delvina, Finiq, Himara, Konispol, Saranda, Selenica und Vlora. Das Gebiet erstreckt sich entlang der Küste des Adriatischen und insbesondere des Ionischen Meers mit der Albanischen Riviera. Im Süden grenzt der Qark an Griechenland. Entlang des Ionischen Meers ist die Küste steil mit hohen Bergen im Hinterland, darunter Teile des Kurvelesh. Die Maja e Çikës (2045 m ü. A.) im Ceraunischen Gebirge ist der höchste Gipfel des Qarks. Die Shushica fließt östlich davon durch den nördlichen Teil des Qarks, im südlichen ist es die Bistrica. Weitere nennenswerte Gewässer sind nördlich der Stadt Vlora die Lagune von Narta und ganz im Süden zu Griechenland hin der Butrintsee. Nördlich der markanten Halbinsel Karaburun, die Bucht von Vlora bildet, liegt die Insel Sazan. Sie ist eine der wenigen Inseln Albaniens und wird ebenfalls vom Qark Vlora verwaltet.
Die Flussläufe von Vjosa, Shushica und weiterer Nebenflüsse bilden den Nationalpark Vjosa. Die Feuchtgebiete und antiken Ruinen an der Küste ganz im Süden des Qarks sind als Nationalpark Butrint geschützt.
Nördlich des Qarks liegt der Qark Fier und im Osten der Qark Gjirokastra.
Bis 2015 war der Qark in die drei Kreise Delvina, Saranda und Vlora mit 26 Gemeinden unterteilt.

## Bevölkerung
Bei der Volkszählung 2023 wurden 146.681 Einwohner erfasst. Zwölf Jahre zuvor, bei der Volkszählung 2011, lebten noch 175.640 Einwohner im Qark. Das entspricht einem Rückgang von 16 %, deutlich mehr als in den zehn Jahren zuvor mit nicht ganz 5 %, war weit unter dem albanischen Durchschnitt lag.
Im Qart lebt eine griechischsprachige Minderheit, die besonders in der Gemeinde Finiq sowie an der Albanischen Riviera, aber auch im Dorf Narta bei Vlora ansässig ist.
42,14 % der Bewohner sind Moslems, hauptsächlich Sunniten. Der schiitisch geprägte Sufiorden der Bektaschi macht weitere 1,08 % der Einwohner aus. 13,74 % der Einwohner sind orthodoxe, 1,98 % katholische, 0,06 % evangelische und 0,07 % andere Christen. Bekennende Menschen ohne Religion stellen 10,97 % der Menschen, Atheisten 6,01 %. 20,92 % der Einwohner machen keine Angaben zu ihrer Konfession.

## Politik und Verwaltung
Der Qark-Rat (albanisch Këshilli i Qarkut) zählt 29 Mitglieder.
Der Qark Vlora stellt für die 2009 und 2013 beginnenden Legislaturperioden des albanischen Parlaments zwölf Abgeordnete von insgesamt 140.
| Gemeinde | Njësitë administrative (alte Gemeinden)           | Kreise           | Einwohner | Einwohner |
| Gemeinde | Njësitë administrative (alte Gemeinden)           | Kreise           | 2023      | 2011      |
| -------- | ------------------------------------------------- | ---------------- | --------- | --------- |
| Delvina  | Delvina, Vergo                                    | Delvina          | 6.166     | 07.598    |
| Finiq    | Aliko, Finiq, Livadhja, Mesopotam, Dhivër         | Delvina, Saranda | 11.413    | 010.529   |
| Himara   | Himara, Horë-Vranisht, Lukova                     | Vlora, Saranda   | 8.328     | 07.818    |
| Konispol | Konispol, Markat, Xarra                           | Saranda          | 4.898     | 08.245    |
| Saranda  | Ksamil, Saranda                                   | Saranda          | 22.613    | 020.227   |
| Selenica | Armen, Brataj, Kota, Selenica, Sevaster, Vllahina | Vlora            | 9.580     | 016.396   |
| Vlora    | Novosela, Orikum, Qendër, Shushica, Vlora         | Vlora            | 83.683    | 104.827   |

| Kreis   | Hauptstadt | Fläche    | Einwohner (2011) | Einwohner (2001) | Anzahl Gemeinden |
| ------- | ---------- | --------- | ---------------- | ---------------- | ---------------- |
| Delvina | Delvina    | 367 km²   | 11.717           | 10.859           | 4                |
| Saranda | Saranda    | 730 km²   | 37.798           | 35.235           | 9                |
| Vlora   | Vlora      | 1.609 km² | 126.125          | 147.267          | 13               |